# Éguilles
Éguilles ist eine Gemeinde mit 8349 Einwohnern (Stand 1. Januar 2022) im Süden Frankreichs im Département Bouches-du-Rhône (13) der Region Provence-Alpes-Côte d’Azur. Der Ort liegt etwa ein Dutzend Kilometer westlich von Aix-en-Provence im Tal des Flusses Touloubre.
Éguilles liegt im Mittel auf 250 Metern Höhe, zwischen 140 und 315 Metern.

## Bevölkerungsentwicklung
| Jahr                       | 1962 | 1968 | 1975 | 1982 | 1990 | 1999 | 2007 | 2017 |
| Einwohner                  | 1181 | 2016 | 3033 | 4473 | 5950 | 7127 | 7544 | 7856 |
| Quellen: Cassini und INSEE |      |      |      |      |      |      |      |      |

## Persönlichkeiten
- René Heckenroth (1921–2014), Verwaltungsbeamter

## Weblinks

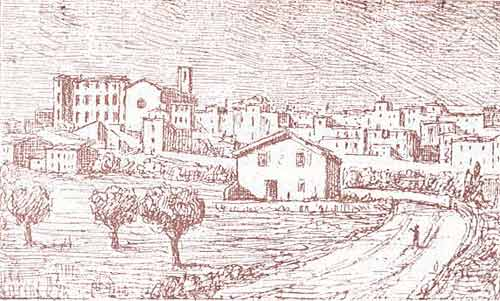
Éguilles um 1880

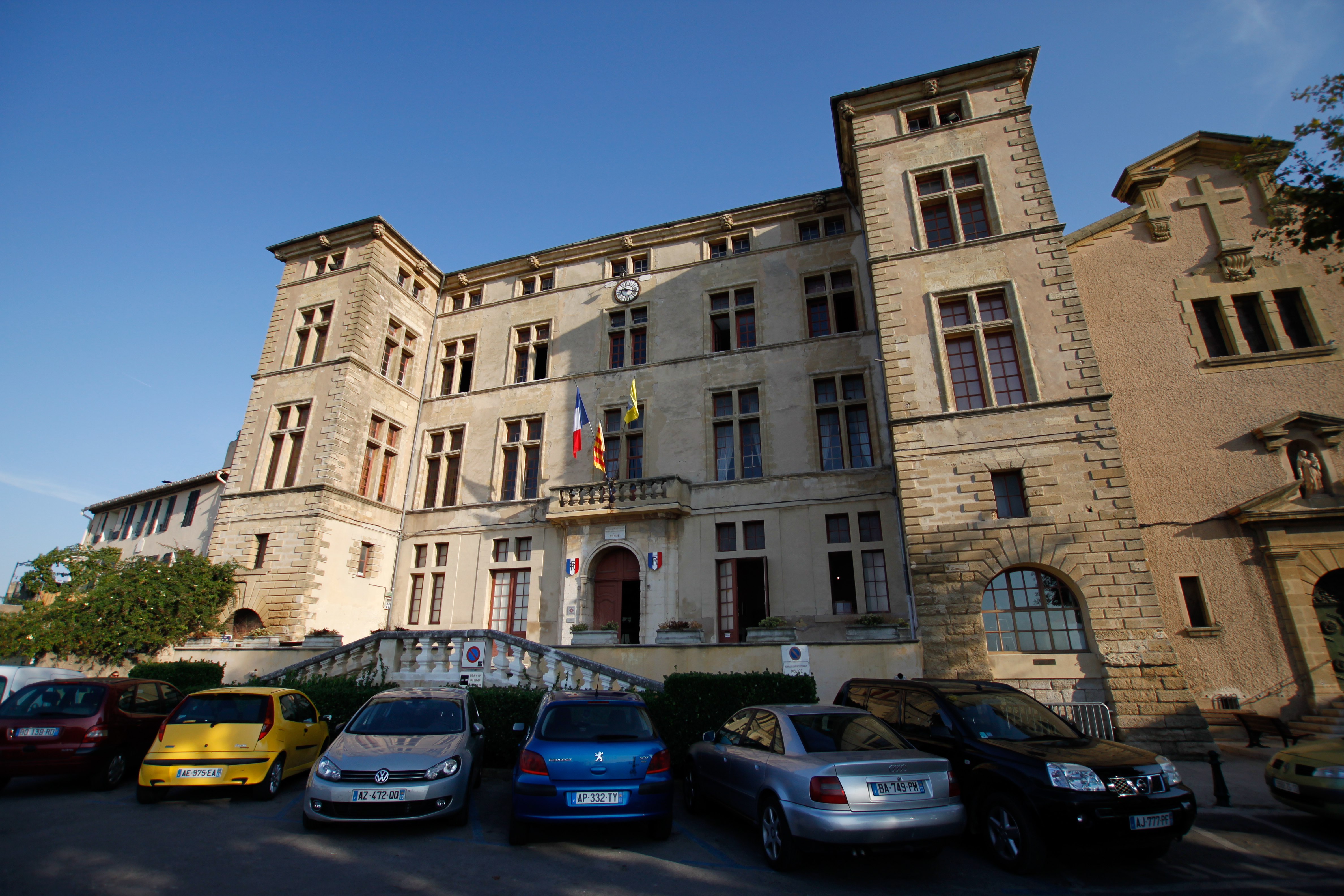
Das Schloss aus dem 17. Jahrhundert (heute Rathaus)